# Polis (Brettspiel)
Polis: Machtkampf um die Vorherrschaft  (englischer Titel: Polis: Fight for the Hegemony) ist ein Brett- und Strategiespiel des amerikanischen Spieleautors Fran Diaz. Das Spiel ist für zwei Personen ab zwölf Jahren. Polis wurde im Jahr 2010 ursprünglich in einer Versionen zum selbst ausdrucken angeboten, ab 2012 von den Verlagen Asylum Games, Mercury Games und Pegasus Spiele in einer professionellen Version, zuerst in Englisch und Spanisch, später auch in Deutsch, herausgebracht.

## Spielweise und Ausstattung
Das Spiel handelt von den Poleis, den griechischen Stadtstaaten, im 5. Jahrhundert vor Christus. Die beiden größten griechischen Poleis, Athen und Sparta, kämpften in den Peloponnesischen Kriegen um die Vorherrschaft. Im Spiel spielt ein Spieler die Seite Athens, der andere Spartas, es geht um Handel, Ressourcen, Expansion durch militärische Stärke oder durch Diplomatie, vor allem aber um Prestige.
Das Spielmaterial besteht neben der Spielanleitung aus:
- 1 Spielplan
- 40 Ereigniskarten
- 18 Polisplättchen
- 14 Projektplättchen
- 24 Kampfkarten
- 1 vierseitiger Würfel
- 45 Holzklötzchen in Blau
- 45 Holzklötzchen in Rot
- je 20 Holzscheiben in Blau
- je 20 Holzscheiben in Rot
- 5 schwarze Holzklötzchen
- 8 Holzschiffe in Blau
- 8 Holzschiffe in Rot
- 1 blauer Proxenos
- 1 roter Proxenos
- 1 Spielertableau Athen
- 1 Spielertableau Sparta
- 2 Spielerhilfen
- 1 Anleitung

### Vorbereitungen
Jeder Spieler bekommt eine Fraktion zu gelost, jeder erhält zum Start drei Poleis, inkl. Bürger, Hopliten, Galeeren, Handelsschiffe und Ressourcen, Wein, Oliven, Holz, Eisen, Silber, Weizen und Prestigepunkte.

### Spielverlauf
Gespielt wird abwechselnd auf einem Spielplan, der Griechenland zeigt. Zu Beginn einer Runde kommt es immer zu einem Ereignis, das einzeln pro Fraktion ausgespielt wird. Die Spieler besitzen jeweils drei Städte und müssen weitere Städte, entweder durch Eroberung oder durch Diplomatie, in ihren Verbund bringen, Ressourcen in den Regionen sammeln und mit diesen Handel treiben. Umso mehr Städte, Bürger, und fertiggestellte Projekte, umso mehr Prestige erhält man. Jeder Spieler spielt zwei Aktionen nacheinander, aus einer Auswahl von 12 Aktionen, muss aber zwei unterschiedliche Aktionen in seinem Zug machen, oder mit einer seiner Aktionen passen. Passen beide Spieler, ist eine von 4 Runden beendet.
Die folgenden Aktionen steht zur Auswahl:
| Entwicklungsaktionen  | Militärische Aktionen | Politische Aktionen |
| --------------------- | --------------------- | ------------------- |
| Hopliten ausbilden    | Hopliten bewegen      | Handel treiben      |
| Galeeren bauen        | Galeeren bewegen      | Proxenos auslösen   |
| Handelsschiffe bauen  | Proxenos bewegen      |                     |
| ein Projekt errichten | Bürgerkrieg starten   |                     |
|                       | Stadt belagern        |                     |
|                       | Tribut einfordern     |                     |

### Spielende
Das Spiel endet vorzeitig, sobald ein Spieler am Ende einer Runde kein Prestige mehr besitzt, oder seine Hauptstadt nicht mehr ernähren kann. Nach der vierten Runde endet das Spiel regulär. Der Spieler mit den meisten Prestigepunkten gewinnt.

## Bewertung
Die Rezensionsseite hall9000.de schreibt über das Spiel:
„Polis ist ein anspruchsvolles, thematisch stimmiges Spiel. Es ist trotz Eroberung und einem Kampfsystem kein typisches Kriegsspiel, sondern mit den Elementen von Bevölkerungs- und Kulturaufbau, Bewegung auf einer Landkarte, und Handel, ein strategisches und taktisches Meisterwerk. Für Abwechslung ist durch die unterschiedlichen Projekte, als auch die Ereignisskarten, und auch die verschiedenen Szenarios gesorgt.“

## Preise und Ehrungen
Das Spiel Polis wurde für mehrere Preise nominiert und hat einige dieser Preise gewonnen:
- 2012 Malacitano – Game of the Year
- 2012 Interblogs Award – Discovery of the Year
- 2013 Premio Jugamos Tod@s Winner
- 2013 Jugamos Tod@s – Best Spanish Game of the Year
- 2013 International Gamers Awards – General Strategy 2-Player Category Nominee
- 2013 Golden Geek Awards – 2-Player Category Nominee
- 2013 H@LL9000 – Favorite 2-Player Game 3rd Place

## Digitale Version
Polis ist auch digital spielbar auf folgenden Plattformen:
- Polis bei Board Game Arena
- Polis bei Yucata
- Polis als Vassal Modul

## Belege
1. 1 2  Polis bei Hall9000.de; abgerufen am 15. Dezember 2017.